# Полыковичи 2
Полы́ковичи 2 (бел. Палыкавічы 2) — деревня в составе Полыковичского сельсовета Могилёвского района Могилёвской области Республики Беларусь.

## Географическое положение
Могилев, Могилёвская область.

## Население
- 1999 год — 165 человек
- 2010 год — 148 человек